# Розето Капо Спулико
Розѐто Ка̀по Спу̀лико (на италиански: Roseto Capo Spulico, на местен диалект Rusìtu, Рузиту) е село и община в Южна Италия, провинция Козенца, регион Калабрия. Разположено е на 217 m надморска височина. Населението на общината е 1914 души (към 2012 г.).